# Copenhagenize
Copenhagenize / Kopenhagizacja – strategia projektowania, w której planowanie urbanistyczne skupia się na uczynieniu miasta bardziej dostępnym i przyjaznym dla rowerzystów i pieszych oraz mniej zależnym od samochodu. Termin ten został spopularyzowany przez duńskiego konsultanta urbanistycznego Jana Gehla który odegrał kluczową rolę w promowaniu i wdrażaniu polityki w Kopenhadze.
Od ponad 40 lat Gehl systematycznie bada przestrzenie publiczne, aby zobaczyć, jak naprawdę działają, wykorzystując Strøget i Kopenhagę jako laboratorium do swoich badań. Doradzał miastom na całym świecie, w tym Melbourne, Londynowi i Nowemu Jorkowi, jak poprawić jakość życia miejskiego – jak to ujął, jak „Kopenhagę” ich miast.
Niezależnie od Gehla, duński konsultant urbanistyczny Mikael Colville-Andersen ukuł i spopularyzował wyrażenie w tym znaczeniu dla szerszej publiczności, począwszy od 2007 roku od bloga Copenhagenize.com, który podkreśla, w jaki sposób rower może być ważnym narzędziem w tworzeniu miast przyjaznych do życia. Od tego czasu termin ten rozprzestrzenił się na Wielką Brytanię, Europę i inne miejsca na świecie.

## Wybrane wyróżnione wzorce
- W Kopenhadze zbudowano trzy mosty rowerowe nad portem: Trangravsbroen, Proviantbroen i Cykelslangen[10][4]
- W Kopenhadze jest zielona fala dla rowerów na kilku trasach; Wymagana prędkość 20 km/h jest wskazywana przez wbudowane w drogę światła LED, dzięki czemu rowerzyści mogą odpowiednio dostosować prędkość[11][4].
- Kopenhaga opiera swój transport rowerowy na velostradach, które łączą przedmieścia ze starym miastem[4].
- W Kopenhadze 75% rowerzystów czuje się bezpiecznie lub bardzo bezpiecznie; Świadczą o tym dane dotyczące wypadków, zgodnie z którymi rowerzysta musiałby pokonać dystans stukrotności obwodu kuli ziemskiej (co odpowiada 4,1 miliona km), zanim ulegnie poważnemu wypadkowi w średniej statystycznej[12].
- W Utrechcie został zbudowany największy parking rowerowy z 12 500 miejscami parkingowymi[12][13][14].
- Nantes zbudowało 400 kilometrów dróg rowerowych w ciągu pięciu lat[12][15].